# 杨柳镇 (印江县)
杨柳镇，是中华人民共和国贵州省铜仁市印江土家族苗族自治县下辖的一个乡镇级行政单位。
2015年3月18日，贵州省人民政府批复同意印江县乡镇行政区划调整，新设置的杨柳镇辖原杨柳乡，镇人民政府驻杨柳村。

## 行政区划
杨柳镇下辖以下地区：
杨柳村、凯坪村、杨家寨村、崔家山村、新屯村、白虎咀村、茶山村、竹林村、何家村、中心村、大路村、中山村和大兴村。